# Gurdzsaani (bor)
A Gurdzsaani márkás száraz grúz fehérbor.
1943 óta rkaciteli és mcvane szőlőfajtákból állítják elő, alkoholtartalma 10,5-12,5%. Színe világos szalmasárga. A palackban forgalmazott bor hároméves.
Különböző borversenyeken arany-, ezüst- és bronzérmeket is elnyertek vele.

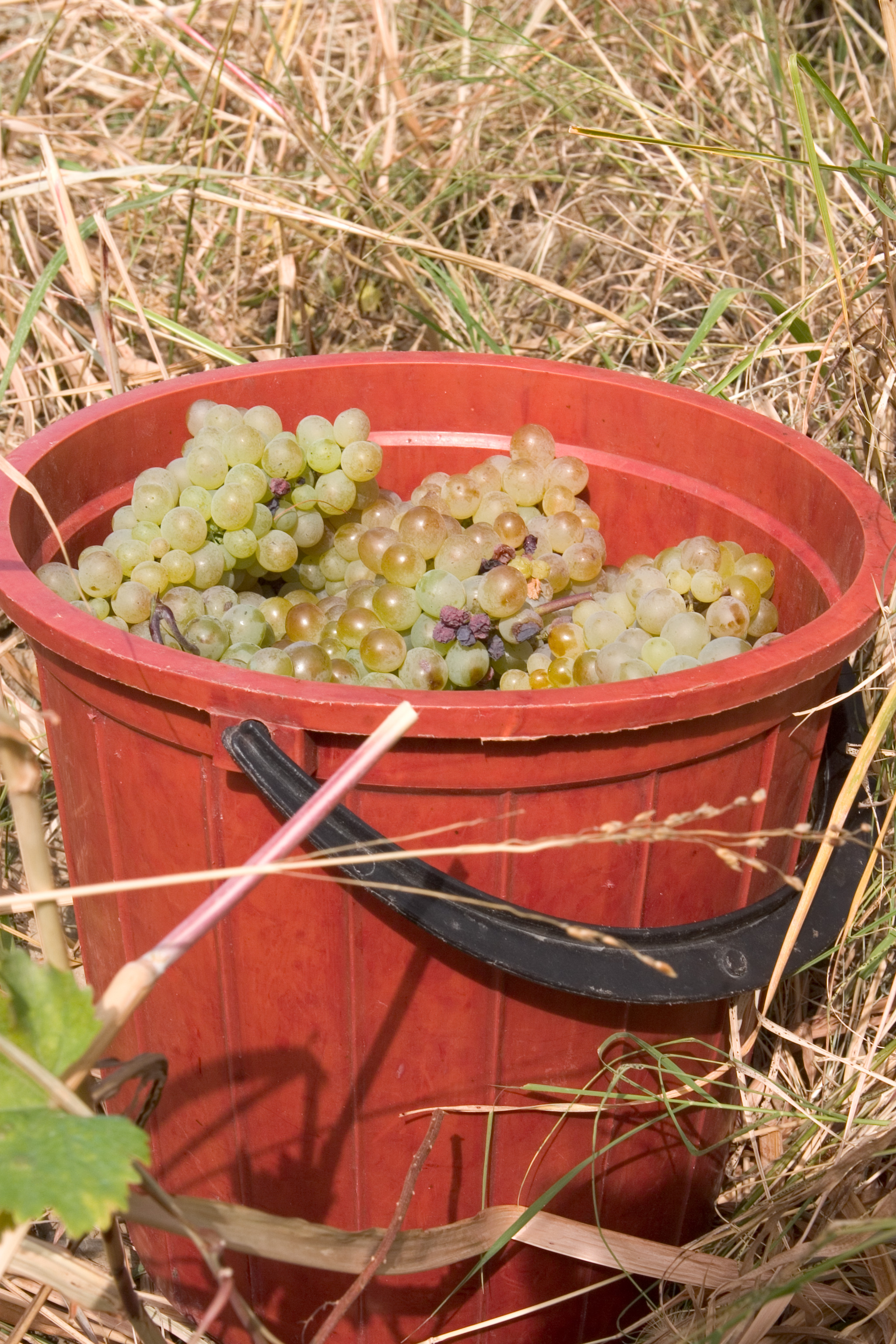
Szüret Kahetiben
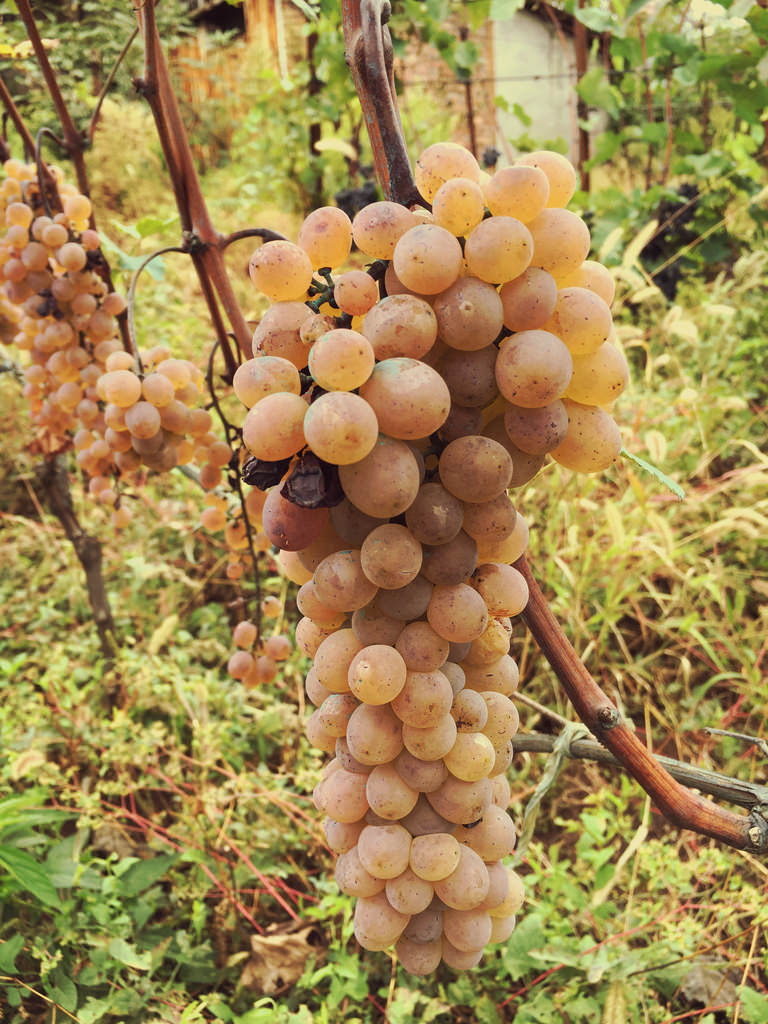
Rkaciteli szőlő Gurdzsaaniban, Grúzia
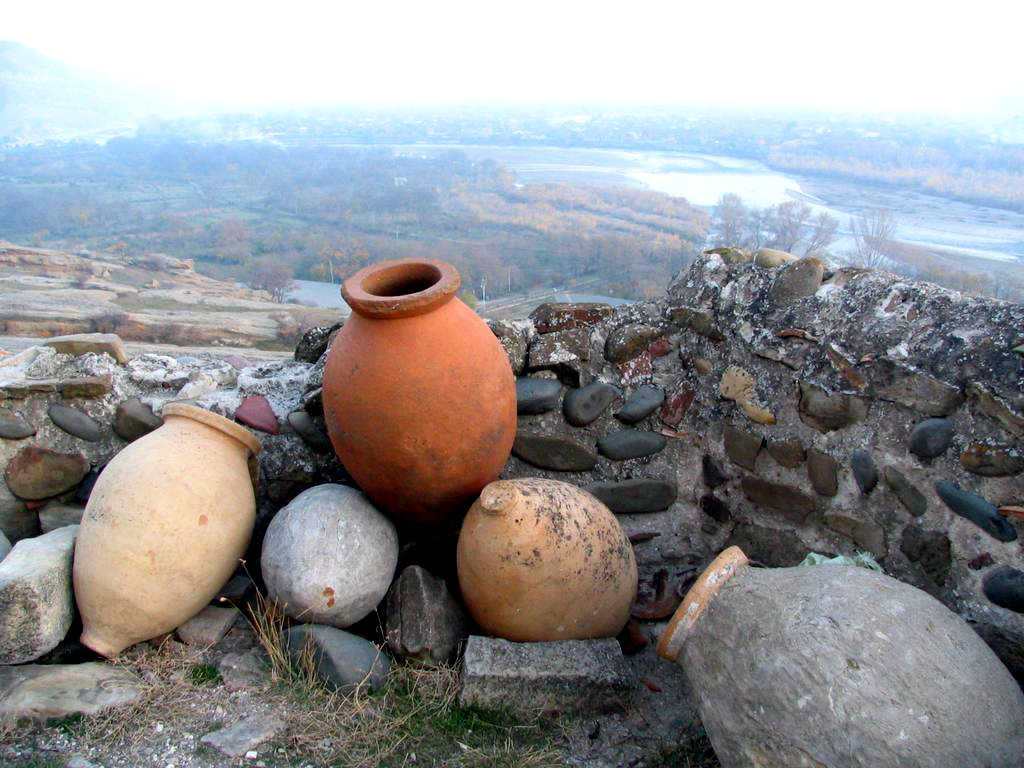
Kvevrik Grúziában
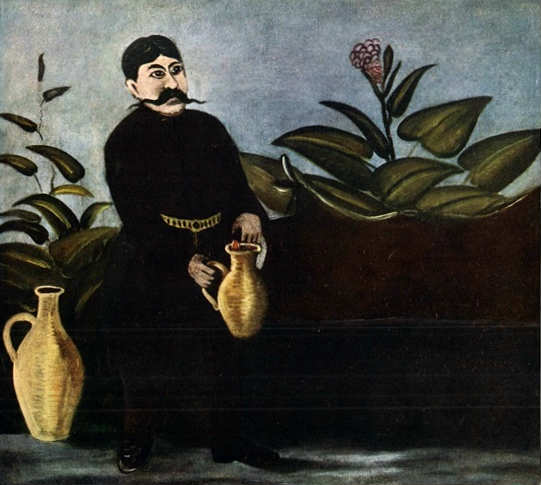
Niko Piroszmani festménye
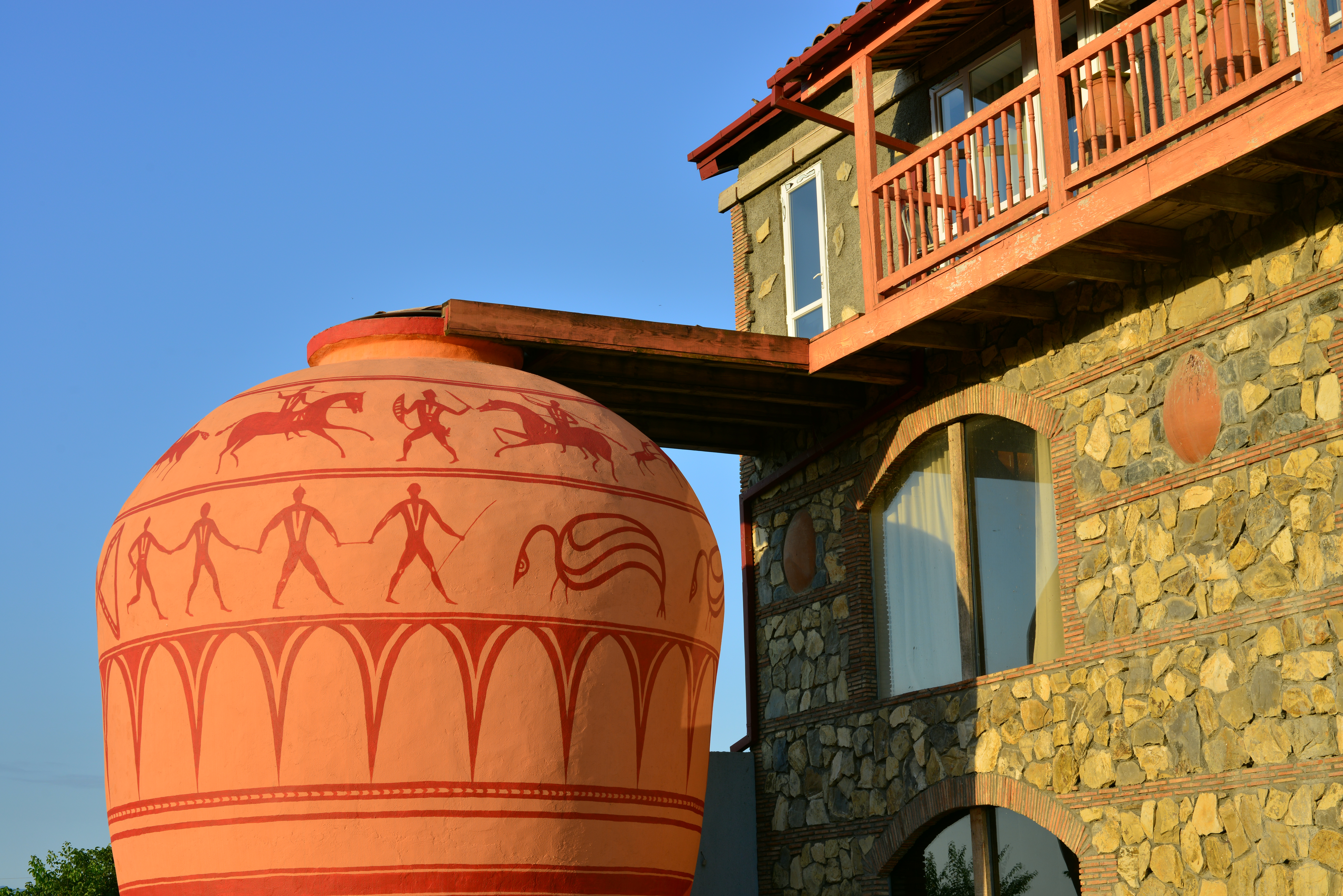
Grúz borozó

Grúziában a fehérborokat általában héjon erjesztik többnyire nagy agyagkorsókban (amforákban), amiket kvevrinek neveznek. A korsókat földbe ássák, ami megfelelő hőmérsékletet biztosít. A bort több hónap után fejtik le. Addigra mély borostyánszínt kap és fűszeres ízt nyer. Grúzia legfontosabb fehér bora a rkaciteli.
Gurdzsaani (გურჯაანი) – egy város neve az azonos nevű grúz megyében.